# Okružnaja (stanice metra v Moskvě)
Okružnaja (rusky Окружная) je stanice moskevského metra na Ljublinsko-Dmitrovské lince. Byla zprovozněna v rámci úseku Petrovsko-Razumovskaja - Seligerskaja, nachází se nachází mezi stanicemi Věrchnije Lichobory a Petrovsko-Razumovskaja. Na stanice je organizován přestup mezi metrem, stanicí Okružnaja na Moskevském centrálním okruhu i železniční zastávku příměstských vlaků savjolovského směru Moskevské železnice, po které převzala tato stanice své jméno a kterou obsluhují vlaky na lince MCD-1.

## Charakter stanice
Stanice Okružnaja se nachází ve čtvrti Timirjazevskij rajon (Тимирязевский район) podél ulice Lokomotivnyj projezd (Локомотивный проезд) u stanice příměstských vlaků. Stanice bude disponovat dvěma vestibuly, podzemní jižní, který byl zprovozněn spolu s vlastní stanicí, má východy na Gostiničnyj projezd (Гостиничный проезд), povrchový severní se bude po svém dokončení nacházet v dopravně-přestupním uzlu Okružnaja s východy na nástupiště stejnojmenných stanic Moskevského centrálního okruhu a příměstské železnice, na Lokomotivnyj projezd a na Staniční ulici (Станционная улица).
Nástupiště je s vestibulem propojeno prostřednictvím eskalátorů, v jednom z vestibulů se nachází výtahy. Poprvé v moskevském metru jsou zde a ve stanici Věrchnije Lichobory upravena schodiště tak, že rampa pro cestující s pohybovými omezeními se nachází uprostřed schodiště a ne na kraji, jak dosud bývalo zvykem. Stanice je postavena ve stejném stylu jako ostatní stanice v úseku Butyrskaja – Věrchnije Lichobory. Sloupy jsou ve směru do centrálního sálu stanice obloženy bílým mramorem, ve směru do nástupiště barevným – v tomto případě  zlato-žlutým. Kromě toho byl k obložení využita i žula v šedých a černých odstínech. Na schodech je vždy použita žula s protiskluzovou úpravou. Blízkost železnice je dle architektů vyjádřena pěti řadami svítidel na hlavní lodi stanice, což má připomínat železniční trať. 